# Puerto Río Haina
El Puerto Río Haina, también conocido popularmente como muelle de Haina, es uno de los principales puertos comerciales de la República Dominicana. Está especializado en el manejo de carga contenerizada, graneles, líquidos, productos químicos, vehículos y carga general. Su infraestructura y volumen de operaciones lo colocan entre los puertos más activos del país y de la región del Caribe y maneja poco más del 60% de las exportaciones e importaciones marítimas en el país.
Este puerto es operado bajo concesión por la empresa Haina International Terminals (HIT), y es supervisado por la Autoridad Portuaria Dominicana. Debido a su capacidad operativa y ubicación geográfica, el Puerto Río Haina es clave en el sistema logístico nacional y en el comercio exterior de la República Dominicana. De acuerdo con un informe de 2022, el puerto recibe 8 mil millones de toneladas al año y, en este mismo período, transitan más de 1500 barcos de carga.

## Historia
El Puerto Río Haina tiene sus antecedentes en los procesos de industrialización registrados en la zona de Bajos de Haina a mediados del siglo XX. Durante las décadas de 1960 y 1970, el incremento de la actividad económica, vinculado en parte a la instalación de la Refinería Dominicana de Petróleo (REFIDOMSA) y otras instalaciones industriales, impulsaron el desarrollo de infraestructuras portuarias para facilitar las operaciones de comercio exterior.
Con el tiempo, el puerto fue objeto de intervenciones estructurales destinadas a adecuarlo a las exigencias operativas del entorno comercial. En el año 2001, el Estado dominicano adjudicó mediante concesión su gestión administrativa y operativa a la empresa Haina International Terminals, lo que marcó el inicio de una etapa de modificaciones orientadas a la reorganización de sus capacidades técnicas y logísticas.

## Situación geográfica
El Puerto Río Haina se localiza en la desembocadura del río Haina, en la costa sur de la isla La Española, dentro de los límites del municipio de Santo Domingo Oeste, en la provincia de Santo Domingo. Aunque se encuentra frente al municipio Bajos de Haina, de la provincia de San Cristóbal, el puerto se sitúa en la margen oriental del río, lo que lo ubica territorialmente fuera de ese municipio, a pesar de la asociación histórica y popular con el nombre de “Muelle de Haina”.
Su proximidad a Santo Domingo, la capital del país, le permite una conexión directa con las principales autopistas, parques industriales, centros logísticos y zonas francas. Además, su ubicación permite un acceso fluido al mercado interno y al sistema de transporte terrestre nacional, lo que facilita la distribución de mercancías hacia todo el territorio dominicano.
Esta ubicación también favorece las conexiones marítimas con otros países del Caribe, América del Norte y América del Sur, haciéndolo un nodo estratégico para líneas navieras internacionales.